# Jimmy Arias
Jimmy Arias (* 16. srpna 1964 Grand Island) je bývalý americký tenista. Stavěl na trpělivé hře od základní čáry, jeho silným úderem byl forhend a oblíbeným povrchem antuka. Připravoval se zpočátku pod vedením otce, který emigroval z Kuby a pracoval jako inženýr, ve třinácti letech se stal jedním z prvních žáků v akademii Nicka Bollettieriho.
Profesionálem se stal již v šestnácti letech a byl řazen k největším talentům své generace. V roce 1981 vyhrál s Andreou Jaegerovou smíšenou čtyřhru na French Open. Získal pět turnajových vítězství ve dvouhře: v roce 1982 Japan Open Tennis Championships a v roce 1983 ATP Firenze, Rome Masters, Tenisové mistrovství USA mužů na antuce a Campionati Internazionali di Sicilia. V roce 1983 postoupil do semifinále US Open, kde ho vyřadil Ivan Lendl, a na konci roku získal cenu ATP pro hráče s největším zlepšením. V dubnu 1984 dosáhl svého žebříčkového maxima, když byl na pátém místě. Byl semifinalistou ukázkového tenisového turnaje na LOH 1984. Za daviscupový tým Spojených států amerických hrál pětkrát, včetně finálové prohry s Henrikem Sundströmem v roce 1984.
Prodělal mononukleózu a po nemoci se už nedostal do původní formy, kariéru ukončil v roce 1994. Působil jako trenér a komentátor pro Tennis Channel a NBC Sports.